# Cheirostylis okabeana
Cheirostylis okabeana är en orkidéart som beskrevs av Takasi Tuyama. Cheirostylis okabeana ingår i släktet Cheirostylis och familjen orkidéer. Inga underarter finns listade i Catalogue of Life.